# Đa Văn thiên vương

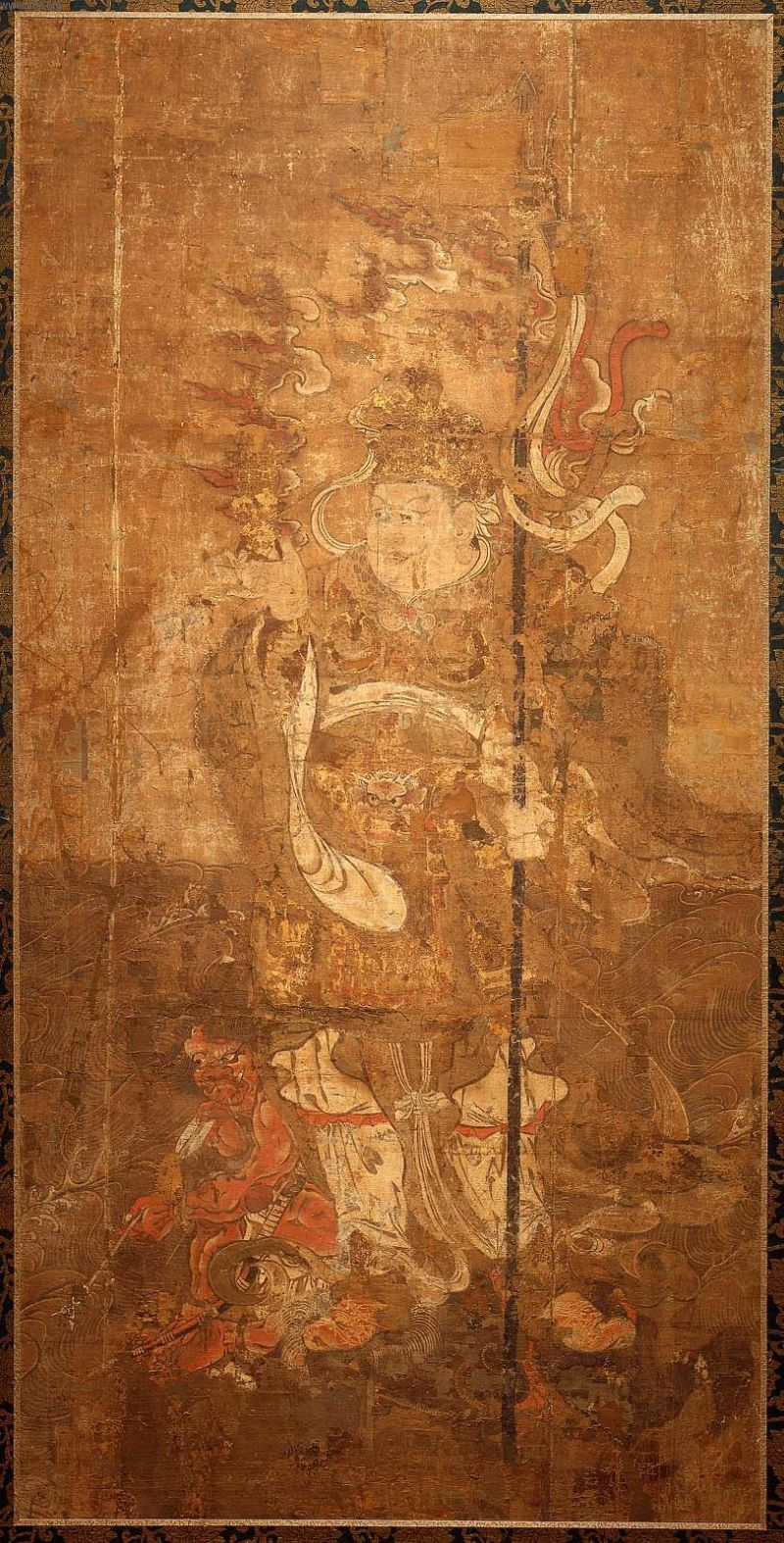
Tranh họa vải Đa Văn thiên vương tại Nhật Bản - thế kỷ 13.

Đa Văn thiên vương (chữ Hán: 多聞天王) là vị thần đứng đầu trong bốn vị thần quan trọng mang danh hiệu Tứ Đại Thiên Vương trong tôn giáo truyền thống Đạo Giáo và Phật giáo. Đây là vị thần trấn phương Bắc, theo dõi thế giới, bảo hộ nhân dân, nên còn được gọi là Bắc phương Thiên vương.
Trụ xứ thứ tư ở phía Bắc cõi trời của núi Tu Di. Nước này có tên là Thủy Tinh (đất ở đây trong suốt như thủy tinh pha lê). Trong nước này có ba tòa thành. Tòa thành thứ nhất tên là Khả Úy, thứ hai tên là Thiên Kính, thứ ba tên là Chúng Quy. Vị vua Trời ở nước này tên là Đa Văn thống lĩnh 2 bộ quỷ thần là:
1. Dạ-xoa (Hán dịch là Tật hành)
2. La-sát (Hán dịch là Bạo ác)
Vị vua Trời này phù hộ người ở Châu Bắc Câu Lư.

## Trong tôn giáo Ấn Độ
Trong Ấn giáo, ông là một vị thần có tên gọi Kuvera hay Kubera (tiếng Sanskrit: कुबेर), vốn là con trai nhà hiền triết Vishrava. Vì thế ông còn có tên là Vaiśravaṇa (tiếng Sanskrit: वैस्रवण) hoặc Vessavaṇa (tiếng Pali: कुवॆर), phiên âm Hán Việt là Tỳ Sa Môn. Theo truyền thuyết Ấn giáo, Kubera đã tu khổ luyện cả ngàn năm và vì vậy vị thần sáng tạo Brahma ban cho sự bất tử, giàu sang và trông coi kho tàng của Trái Đất.
Khi được du nhập vào Phật giáo Ấn Độ, Vaiśravaṇa trở thành một vị Hộ thế (phiên âm Sanskrit: lokapāla), trấn giữ phương Bắc của cõi trời thứ nhất trong Dục giới, chế phục chúng ma, bảo hộ tài sản của nhân gian. Cũng như các Hộ pháp khác, thần được mô tả thân mình mặc giáp trụ. Tuy nhiên, thân hình lục với khuôn mặt vàng, mang mũ giáp, tay cầm lọng báu (chatra) che chở cho nhân gian.
Tại Ấn Độ, Tây Tạng và Nepal, Vaiśravaṇa thường được thờ phụng dưới hiển tướng Kubera - hay thần giàu sang, được coi là hiển tướng quan trọng nhất của thần, vì vậy thường được miêu tả là vị thần to béo, tay cầm túi đựng châu báu và xung quanh đầy vàng bạc châu báu. Có khi lại là hình tượng ngài mặc giáp trụ cưỡi sư tử vây quanh bởi 8 Yaksas đều coi là xuất ra từ chính bản thân ông. Có khi ngài còn được miêu tả là vị thần mang vương miện, ruy băng, cưỡi sư tử, tay phải cầm ngọc châu, tay trái cầm giữ con chồn Mongoose, biểu thị chiến thắng của thần với yêu quỷ, tượng trưng lòng tham. Với tư cách là vị thần của cải, ngài bóp chặt Mongoose và khiến nó phải nhả ngọc châu ra.

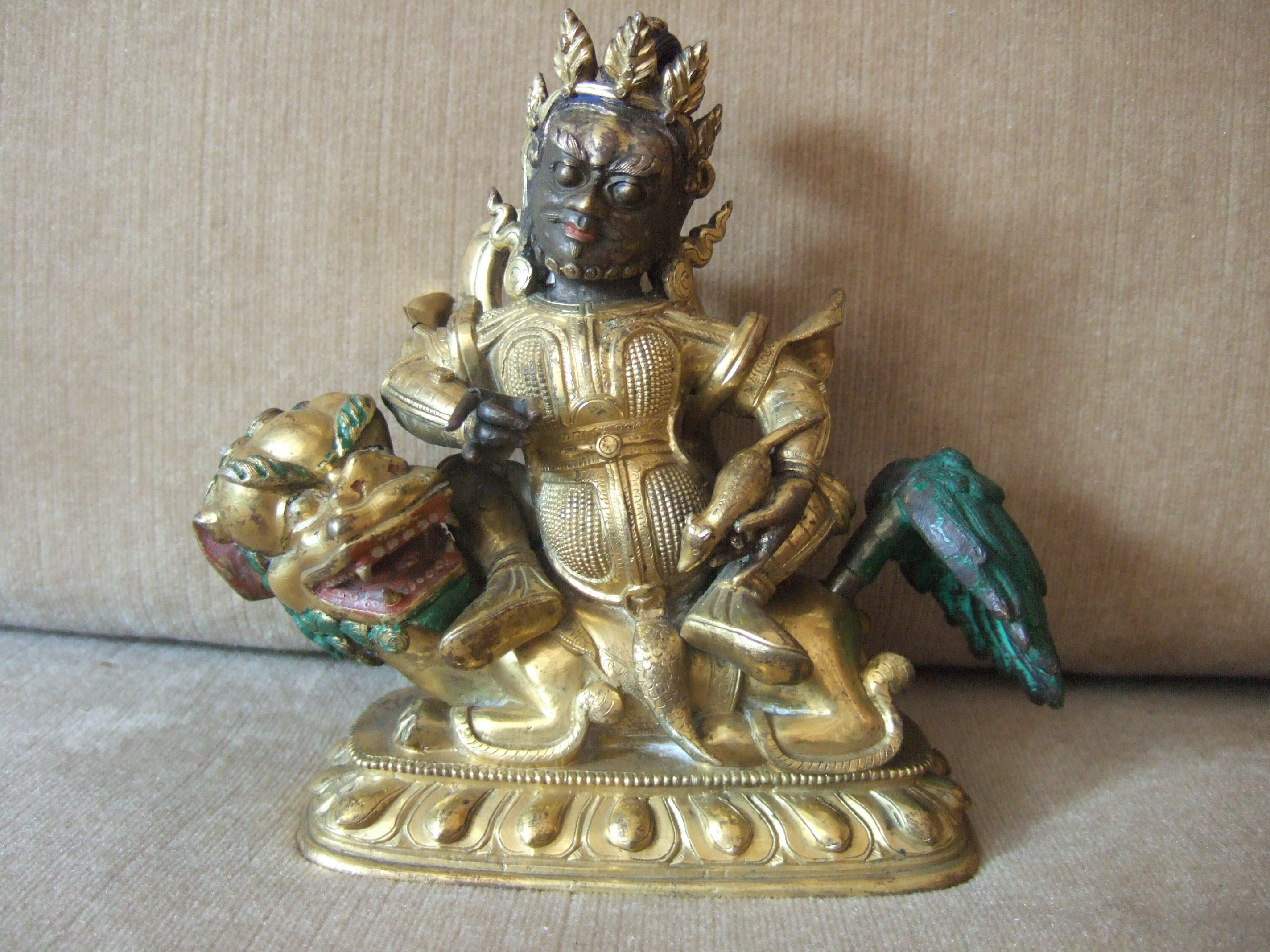
Tượng Đa Văn Thiên Vương trong xuất thân Jambhala - tượng đồng Tây Tạng thế kỷ 18

Trong tiếng Tây Tạng, Vaiśravaṇa được phiên âm thành rnam.thos.sras (Namthöse), có thể xuất hiện cùng lúc với 8 Yaksa, được gọi là hiển tướng của ngài. Tám hiển tướng này quan trọng nhất vẫn là Kubera da sẫm Phương Bắc và Jambala màu trắng ở Phương Đông. Chính vì vậy, thường thì ngài được thờ ở cả ba hiện thân: Vaisharavana, Kubera và Jambala.
Tại Thái Lan, ông được gọi là Thao Kuwen (chữ Thái: ท้าวกุเวร) hoặc Vessavan (chữ Thái: เวสสุวัณ).
Tại Nhật Bản, ông có tên là Tỳ Sa Môn Thiên (chữ Hán: 毘沙門天)

## Trong tôn giáo vùng Đông Á
Khi Phật giáo được du nhập vào Trung Hoa, tên vị thần này được dịch thành Duō Wén Tiān Wang (chữ Hán: 多聞天王), với ý nghĩa là "vị thiên vương nghe cả thế giới". Từ đó, theo từng vùng chịu ảnh hưởng của Phật giáo Đại thừa Trung Hoa, tên gọi vị thần này được phiên âm khác nhau. Tại Nhật, vị thần này được gọi là Tamon-ten (Kanji: 多聞天) hoặc Bishamon-ten (Kanji: 毘沙門天); tại Hàn Quốc là Damun-cheonwang (Hangul: 다문천왕). Tại Việt Nam, tên gọi vị thần phiên âm thành Đa Văn Thiên Vương. 

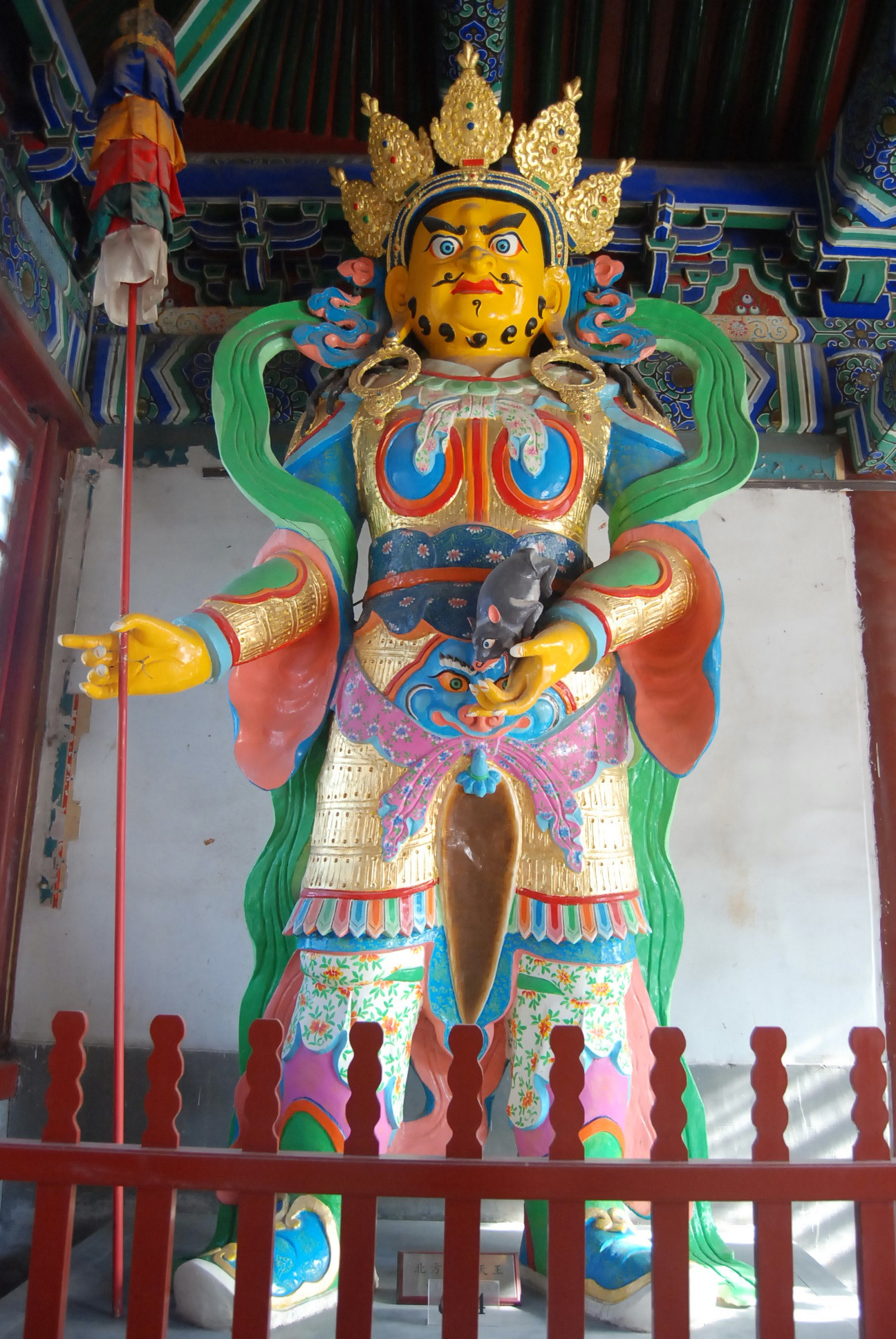
Đa văn thiên vương tay cầm Hỗn Nguyên Tán và chuột thử bạc trên tay - hình phổ phổ biến tại các chùa Hoa

Đa Văn Thiên Vương được hiểu là người tinh thông Phật pháp, đưa phúc đức đến bốn phương, ở tại ngọn Thủy Tinh núi Kiên Đà La cạnh núi Tu Di, thân mặc giáp trụ, tay phải cầm một lọng báu (hoặc cây phướn báu), tay trái nắm Ngân thử (chuột bạc) có thể phun ngọc khi bị siết chặt , chế phục ma chúng, bảo hộ tài sản dân chúng, giữ Bắc Câu Lư Châu, là vị Thiên Vương thứ ba trong hàng Nhị Thập Chư Thiên.
Đa Văn Thiên Vương còn được thờ với hiển tướng là hộ thần phương Bắc, thân mang giáp trụ, tay phải cầm thương và tay trái cầm bảo tháp. Bảo tháp này chứa châu báu mà ngài gìn giữ. Trong các chùa ở Châu Á, ngài là vị thần bảo vệ và che chở cho các hình tượng thờ ở chính điện, có khi thờ trước cổng môn chùa hoặc bên trái hoặc phải mỗi bên hai vị khi phối thờ chung với nhau. 

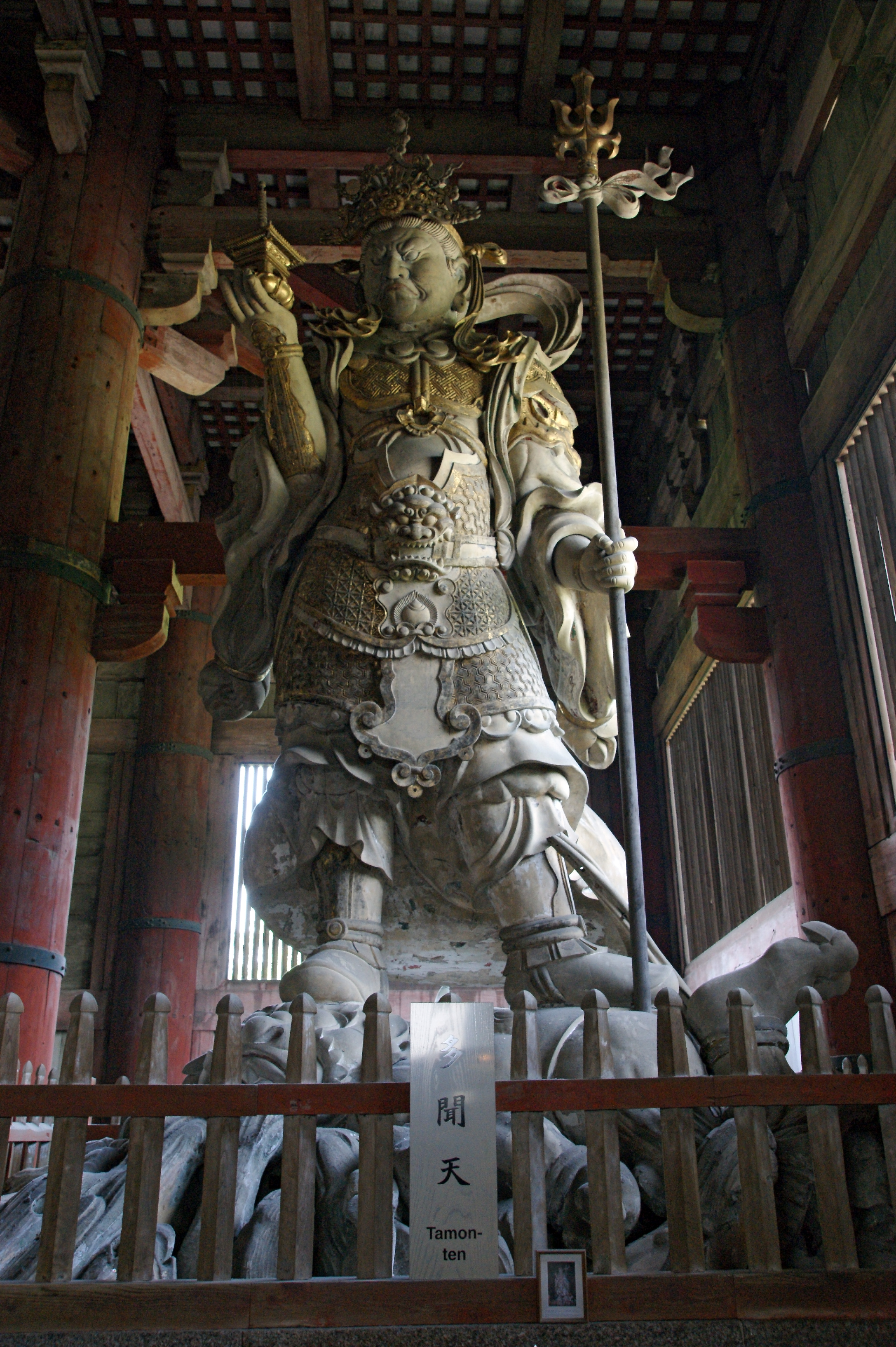
Khi xuất hiện là hộ thần Phương Bắc, Đa Văn Thiên Vương mang giáp trụ tay phải cầm thương và tay trái cầm bảo tháp - tượng thờ tại chùa Tōdai-ji, cố đô Nara-Nhật Bản thế kỷ 12

Đa Văn Thiên Vương thường được phối thờ chung cùng 3 vị thiên vương kia, nhưng có khi được thờ riêng biệt. Ở Nhật, ngài được thờ riêng độc lập với các vị khác từ thế kỷ thứ 9. Ngài là thần chiến tranh và là thần chữa bệnh cho các hoàng đế. Thế kỷ 17, ngài là người ban phát giàu sang và hạnh vận, ngài trở thành một trong 7 vị thần phúc thần .
Theo thời gian, với sự ảnh hưởng của Phật giáo Đại thừa, Tứ Đại Thiên Vương cũng được hóa thân thành những vị thần canh giữ Thượng giới, nơi mà Ngọc Hoàng Thượng đế ngự trị trong thần thoại Trung Hoa. Đa Văn Thiên Vương trấn phương Bắc, thuộc nhâm quý Thủy, mang sắc Đen, tay cầm lọng báu, biểu tượng cho sự che chở, mưa móc sinh sôi, nên còn được mệnh danh cho chữ "Vũ" (雨).

## Các pháp khí thường thấy
Sự biến đổi theo văn hóa đã làm xuất hiện sự mô tả khác nhau về các pháp khí của Tứ Đại Thiên Vương. Đa Văn Thiên Vương cũng không phải là ngoại lệ. Một số pháp khí thường được mô tả chung với hình tượng của ngài:
- Chồn Mongoose (Ngân Thử, Hoa Hồ Điêu)
- Bảo tháp
- Lọng báu Hỗn Nguyên Tán
- Phướn báu
- Thương kích

## Văn hóa đại chúng
Ngoài các kinh điển Phật giáo, hình ảnh về Đa Văn Thiên vương trong thần thoại Trung Hoa được mô tả nhân vật trong tác phẩm Phong thần diễn nghĩa.
Phong thần diễn nghĩa mô tả Đa Văn Thiên Vương xuất thân tên gọi là Ma Lễ Hải, theo phò nhà Thương dưới trướng Hoàng Phi Hổ cùng 3 người anh em, gọi chung là "Ma gia Tứ tướng". Ma Lễ Hải là người thứ 3, vũ khí là một cây giáo và một cây đàn tỳ bà. Bốn dây đàn chia ra: địa, thủy, hỏa, phong. Nếu khảy đàn thì gió, lửa nổi dậy (Hồi 40). Khi Khương Tử Nha phò Võ Vương, dự định khởi binh phạt Trụ, Ma Lễ Hải cùng các anh em mang quân tấn công Tây Kỳ, về sau tử trận được phong làm Bắc Thiên Vương, giữ Hỗn Nguyên Tán, cai quản Thiên Môn..
Trong Tây Du Ký, Đa Văn Thiên vương không được mô tả hình dáng một cách chi tiết, ngoài một số lần giáp chiến với Tôn Ngộ Không cùng các vị thiên vương khác như các lần bao vây ở Hoa Quả sơn, Đại náo thiên cung.